# Provița de Sus (gmina)
Provița de Sus – gmina w Rumunii, w okręgu Prahova. Obejmuje miejscowości Izvoru, Plaiu, Provița de Sus i Valea Bradului. W 2011 roku liczyła 2042 mieszkańców.